# 2015年世界舉重錦標賽
2015年世界舉重錦標賽於2015年11月19日至28日在美國休士頓喬治R.布朗會議中心舉行。本屆賽事和2014年世界舉重錦標賽為2016年夏季奧運資格審查程序的第一階段。

## 獎牌得主

### 男子
| 項目          | 金牌                                   | 金牌       | 银牌                                   | 银牌    | 铜牌                                       | 铜牌    |
| 56公斤級      |                                        |            |                                        |         |                                            |         |
| 抓舉          | 吳景彪 · 中国（CHN）                   | 139公斤 WR | 阿尔利·琼捷伊 · 哈萨克斯坦（KAZ）      | 132公斤 | 嚴潤哲 · 朝鲜（PRK）                       | 131公斤 |
| 挺舉          | 嚴潤哲 · 朝鲜（PRK）                   | 171公斤 WR | 吳景彪 · 中国（CHN）                   | 163公斤 | 内斯托·科洛尼亚 · 菲律宾（PHI）            | 158公斤 |
| 總和          | 嚴潤哲 · 朝鲜（PRK）                   | 302公斤    | 吳景彪 · 中国（CHN）                   | 302公斤 | 石金俊 · 越南（VIE）                       | 287公斤 |
| 62公斤級      |                                        |            |                                        |         |                                            |         |
| 抓舉          | 谌利军 · 中国（CHN）                   | 150公斤    | 弗朗西斯科·莫斯克拉 · 哥伦比亚（COL）  | 140公斤 | 奥斯卡·菲格罗亚 · 哥伦比亚（COL）          | 140公斤 |
| 挺舉          | 谌利军 · 中国（CHN）                   | 183公斤 WR | 弗朗西斯科·莫斯克拉 · 哥伦比亚（COL）  | 175公斤 | 奥斯卡·菲格罗亚 · 哥伦比亚（COL）          | 175公斤 |
| 總和          | 谌利军 · 中国（CHN）                   | 333公斤 WR | 弗朗西斯科·莫斯克拉 · 哥伦比亚（COL）  | 315公斤 | 奥斯卡·菲格罗亚 · 哥伦比亚（COL）          | 315公斤 |
| 69公斤級      |                                        |            |                                        |         |                                            |         |
| 抓舉          | 達尼亞·伊斯馬伊洛夫 · 土耳其（TUR）    | 160公斤    | Oleg Chen · 俄罗斯（RUS）              | 160公斤 | 石智勇 · 中国（CHN）                       | 158公斤 |
| 挺舉          | 石智勇 · 中国（CHN）                   | 190公斤    | Kim Myong-hyok · 朝鲜（PRK）           | 187公斤 | Bredni Roque · 墨西哥（MEX）               | 186公斤 |
| 總和          | 石智勇 · 中国（CHN）                   | 348公斤    | Oleg Chen · 俄罗斯（RUS）              | 344公斤 | 達尼亞·伊斯馬伊洛夫 · 土耳其（TUR）        | 343公斤 |
| 77公斤級      |                                        |            |                                        |         |                                            |         |
| 抓舉          | 吕小军 · 中国（CHN）                   | 175公斤    | 安德拉尼克·卡拉佩强 · 亞美尼亞（ARM）  | 167公斤 | Nijat Rahimov · 哈萨克斯坦（KAZ）          | 165公斤 |
| 挺舉          | Nijat Rahimov · 哈萨克斯坦（KAZ）      | 207公斤    | 穆罕默德·埃哈卜 · 埃及（EGY）          | 201公斤 | 安德拉尼克·卡拉佩强 · 亞美尼亞（ARM）      | 196公斤 |
| 總和          | Nijat Rahimov · 哈萨克斯坦（KAZ）      | 372公斤    | 穆罕默德·埃哈卜 · 埃及（EGY）          | 363公斤 | 安德拉尼克·卡拉佩强 · 亞美尼亞（ARM）      | 363公斤 |
| 85公斤級      |                                        |            |                                        |         |                                            |         |
| 抓舉          | 田涛 · 中国（CHN）                     | 178公斤    | 阿尔乔姆·奥库洛夫 · 俄罗斯（RUS）      | 176公斤 | 基亚努什·罗斯塔米 · 伊朗（IRI）            | 173公斤 |
| 挺舉          | 阿尔乔姆·奥库洛夫 · 俄罗斯（RUS）      | 215公斤    | 基亚努什·罗斯塔米 · 伊朗（IRI）        | 214公斤 | Apti Aukhadov · 俄罗斯（RUS）              | 212公斤 |
| 總和          | 阿尔乔姆·奥库洛夫 · 俄罗斯（RUS）      | 391公斤    | 基亚努什·罗斯塔米 · 伊朗（IRI）        | 387公斤 | Apti Aukhadov · 俄罗斯（RUS）              | 380公斤 |
| 94公斤級      |                                        |            |                                        |         |                                            |         |
| 抓舉          | 奥里马斯·迪季巴利斯 · 立陶宛（LTU）    | 180公斤    | 阿德里安·杰林斯基 · 波兰（POL）        | 177公斤 | Vadzim Straltsou · 白俄罗斯（BLR）         | 175公斤 |
| 挺舉          | Vadzim Straltsou · 白俄罗斯（BLR）     | 230公斤    | 刘灏 · 中国（CHN）                     | 219公斤 | 阿德里安·杰林斯基 · 波兰（POL）            | 214公斤 |
| 總和          | Vadzim Straltsou · 白俄罗斯（BLR）     | 405公斤    | 阿德里安·杰林斯基 · 波兰（POL）        | 391公斤 | 德米特罗·丘马克 · 乌克兰（UKR）            | 386公斤 |
| 105公斤級     |                                        |            |                                        |         |                                            |         |
| 抓舉          | 伊万·叶夫列莫夫 · 乌兹别克斯坦（UZB）  | 192公斤    | Alexandr Zaichikov · 哈萨克斯坦（KAZ） | 191公斤 | 西蒙·马尔季罗相 · 亞美尼亞（ARM）          | 186公斤 |
| 挺舉          | David Bedzhanyan · 俄罗斯（RUS）       | 231公斤    | Alexandr Zaichikov · 哈萨克斯坦（KAZ） | 230公斤 | Sardorbek Dusmurotov · 乌兹别克斯坦（UZB） | 228公斤 |
| 總和          | Alexandr Zaichikov · 哈萨克斯坦（KAZ） | 421公斤    | David Bedzhanyan · 俄罗斯（RUS）       | 411公斤 | 阿图尔斯·普莱斯尼克斯 · 拉脫維亞（LAT）    | 405公斤 |
| 105公斤以上級 |                                        |            |                                        |         |                                            |         |
| 抓舉          | 拉沙·塔拉哈泽 · 格鲁吉亚（GEO）        | 207公斤    | 戈尔·米纳相 · 亞美尼亞（ARM）          | 203公斤 | 伊拉克利·图尔马尼泽 · 格鲁吉亚（GEO）      | 202公斤 |
| 挺舉          | 马尔特·塞姆 · 爱沙尼亚（EST）          | 248公斤    | 拉沙·塔拉哈泽 · 格鲁吉亚（GEO）        | 247公斤 | Ahmed Mohamed · 埃及（EGY）                | 241公斤 |
| 總和          | 拉沙·塔拉哈泽 · 格鲁吉亚（GEO）        | 454公斤    | 马尔特·塞姆 · 爱沙尼亚（EST）          | 438公斤 | 戈尔·米纳相 · 亞美尼亞（ARM）              | 437公斤 |

### 女子
| 項目         | 金牌                              | 金牌       | 银牌                                   | 银牌    | 铜牌                                    | 铜牌    |
| 48公斤級     |                                   |            |                                        |         |                                         |         |
| 抓舉         | 蒋惠花 · 中国（CHN）              | 88公斤     | 王氏玄 · 越南（VIE）                   | 85公斤  | 三宅宏实 · 日本（JPN）                  | 85公斤  |
| 挺舉         | 李圣琴 · 朝鲜（PRK）              | 110公斤    | 蒋惠花 · 中国（CHN）                   | 110公斤 | 王氏玄 · 越南（VIE）                    | 109公斤 |
| 總和         | 蒋惠花 · 中国（CHN）              | 198公斤    | 王氏玄 · 越南（VIE）                   | 194公斤 | 三宅宏实 · 日本（JPN）                  | 193公斤 |
| 53公斤級     |                                   |            |                                        |         |                                         |         |
| 抓舉         | 陈晓婷 · 中国（CHN）              | 101公斤    | 許淑淨 · 中華臺北（TPE）               | 96公斤  | 海迪琳·迪亚兹 · 菲律宾（PHI）           | 96公斤  |
| 挺舉         | 許淑淨 · 中華臺北（TPE）          | 125公斤    | 陈晓婷 · 中国（CHN）                   | 120公斤 | 海迪琳·迪亚兹 · 菲律宾（PHI）           | 117公斤 |
| 總和         | 許淑淨 · 中華臺北（TPE）          | 221公斤    | 陈晓婷 · 中国（CHN）                   | 221公斤 | 海迪琳·迪亚兹 · 菲律宾（PHI）           | 213公斤 |
| 58公斤級     |                                   |            |                                        |         |                                         |         |
| 抓舉         | Boyanka Kostova · 阿塞拜疆（AZE） | 112公斤 WR | 邓猛荣 · 中国（CHN）                   | 108公斤 | 素甘亚·斯里素拉 · 泰国（THA）           | 106公斤 |
| 挺舉         | Boyanka Kostova · 阿塞拜疆（AZE） | 140公斤    | 邓猛荣 · 中国（CHN）                   | 137公斤 | 郭婞淳 · 中華臺北（TPE）                | 133公斤 |
| 總和         | Boyanka Kostova · 阿塞拜疆（AZE） | 252公斤 WR | 邓猛荣 · 中国（CHN）                   | 245公斤 | 郭婞淳 · 中華臺北（TPE）                | 237公斤 |
| 63公斤級     |                                   |            |                                        |         |                                         |         |
| 抓舉         | 邓薇 · 中国（CHN）                | 113公斤    | Tima Turieva · 俄罗斯（RUS）           | 112公斤 | 卡林娜·戈里切娃 · 哈萨克斯坦（KAZ）     | 112公斤 |
| 挺舉         | 邓薇 · 中国（CHN）                | 146公斤 WR | 崔孝心 · 朝鲜（PRK）                   | 139公斤 | Tima Turieva · 俄罗斯（RUS）            | 136公斤 |
| 總和         | 邓薇 · 中国（CHN）                | 259公斤    | Tima Turieva · 俄罗斯（RUS）           | 248公斤 | 崔孝心 · 朝鲜（PRK）                    | 243公斤 |
| 69公斤級     |                                   |            |                                        |         |                                         |         |
| 抓舉         | 向艳梅 · 中国（CHN）              | 120公斤    | 阿纳斯塔西娅·罗曼诺娃 · 俄罗斯（RUS）  | 116公斤 | Zhazira Zhapparkul · 哈萨克斯坦（KAZ）  | 116公斤 |
| 挺舉         | 向艳梅 · 中国（CHN）              | 143公斤    | Zhazira Zhapparkul · 哈萨克斯坦（KAZ） | 140公斤 | 阿纳斯塔西娅·罗曼诺娃 · 俄罗斯（RUS）   | 137公斤 |
| 總和         | 向艳梅 · 中国（CHN）              | 263公斤    | Zhazira Zhapparkul · 哈萨克斯坦（KAZ） | 256公斤 | 阿纳斯塔西娅·罗曼诺娃 · 俄罗斯（RUS）   | 253公斤 |
| 75公斤級     |                                   |            |                                        |         |                                         |         |
| 抓舉         | 康月 · 中国（CHN）                | 127公斤    | 林贞心 · 朝鲜（PRK）                   | 125公斤 | Svetlana Podobedova · 哈萨克斯坦（KAZ） | 121公斤 |
| 挺舉         | 林贞心 · 朝鲜（PRK）              | 155公斤    | 康月 · 中国（CHN）                     | 155公斤 | Svetlana Podobedova · 哈萨克斯坦（KAZ） | 155公斤 |
| 總和         | 康月 · 中国（CHN）                | 282公斤    | 林贞心 · 朝鲜（PRK）                   | 280公斤 | Svetlana Podobedova · 哈萨克斯坦（KAZ） | 276公斤 |
| 75公斤以上級 |                                   |            |                                        |         |                                         |         |
| 抓舉         | 塔季扬娜·卡希林娜 · 俄罗斯（RUS） | 148公斤    | 孟苏平 · 中国（CHN）                   | 145公斤 | Chitchanok Pulsabsakul · 泰国（THA）    | 136公斤 |
| 挺舉         | 塔季扬娜·卡希林娜 · 俄罗斯（RUS） | 185公斤    | 孟苏平 · 中国（CHN）                   | 180公斤 | 金國香 · 朝鲜（PRK）                    | 168公斤 |
| 總和         | 塔季扬娜·卡希林娜 · 俄罗斯（RUS） | 333公斤    | 孟苏平 · 中国（CHN）                   | 325公斤 | 金國香 · 朝鲜（PRK）                    | 298公斤 |

## 團體排名
| 排名 | 隊伍     | 積分 |
| ---- | -------- | ---- |
| 1    | 俄羅斯   | 555  |
| 2    | 白俄羅斯 | 418  |
| 3    |          | 406  |
| 4    | 中国     | 373  |
| 5    |          | 365  |
| 6    |          | 345  |

| 排名 | 隊伍     | 積分 |
| ---- | -------- | ---- |
| 1    | 中国     | 556  |
| 2    | 俄羅斯   | 448  |
| 3    |          | 423  |
| 4    |          | 397  |
| 5    | 泰國     | 371  |
| 6    | 中華臺北 | 347  |

## 參賽國家
總共有來自94個國家585位運動員參賽。
| - 阿尔巴尼亚 (2) - 美属萨摩亚 (1) - 亞美尼亞 (11) - 阿鲁巴 (1) - (7) - 奥地利 (1) - (11) - 白俄羅斯 (12) - 比利时 (2) - 巴西 (6) - 保加利亚 (4) - 加拿大 (10) - 智利 (3) - 中国 (15) - 中華臺北 (13) - 哥伦比亚 (14) - 庫克群島 (1) - (1) - (2) - 古巴 (7) - (1) - 賽普勒斯 (2) - 捷克 (6) - 丹麦 (5) - (7) - (12) - 埃及 (14) - 薩爾瓦多 (1) - 爱沙尼亚 (1) - 斐济 (2) - 芬兰 (8) - 法國 (12) | - (9) - 德国 (10) - (2) - 英国 (7) - 希腊 (1) - 關島 (1) - 香港 (1) - 匈牙利 (5) - 冰島 (5) - 印度 (10) - 印度尼西亞 (13) - 伊朗 (7) - 爱尔兰 (5) - 以色列 (3) - 義大利 (8) - 日本 (15) - (15) - 基里巴斯 (1) - 科索沃 (1) - (2) - 拉脫維亞 (2) - 黎巴嫩 (1) - 立陶宛 (7) - 马绍尔群岛 (2) - 模里西斯 (2) - 墨西哥 (12) - 密克羅尼西亞 (1) - 摩尔多瓦 (9) - 蒙古国 (12) - 瑙鲁 (1) - 新西兰 (3) - 尼加拉瓜 (2) | - 奈及利亞 (2) - (12) - 挪威 (2) - 帛琉 (1) - (3) - 菲律賓 (2) - 波蘭 (14) - 波多黎各 (1) - 羅馬尼亞 (11) - 俄羅斯 (15) - 沙烏地阿拉伯 (5) - 塞舌尔 (1) - 所罗门群岛 (1) - 南非 (1) - (15) - 西班牙 (14) - 斯里蘭卡 (3) - 瑞典 (3) - 瑞士 (1) - 泰國 (15) - 突尼西亞 (6) - 土耳其 (15) - (8) - 乌干达 (1) - 乌克兰 (13) - 美国 (15) - 乌拉圭 (1) - (12) - 委內瑞拉 (15) - 越南 (7) |

## 外部連結
- 官方網站（页面存档备份，存于）